# Sociální problém
Sociální problém je možné definovat jako společenský stav nebo společenskou situaci, který vyrůstá z rozporů mezi existencí jedince ve společnosti a společenskými podmínkami lidské existence. 

Nelze za něj však považovat každé nenaplnění individuálních potřeb. Za sociální problémy považujeme takové, kdy jedinci nebo skupiny lidí ne svou vlastní vinou nejsou schopni uspokojit své společensky uznané potřeby a zájmy.

## Sociální problémy moderní doby
- chudoba
- nezaměstnanost
- sociální nerovnost vyvolávající konflikty
- narušení rodinných vztahů
- odcizení člověka byrokratické správě
- kriminalita a drogy
- diskriminace národnostních menšin
- diskriminace žen a nerovnost pohlaví
- manipulace lidí prostřednictvím masmédií

## Subjekty formování sociálních problémů

### Role masmédií
Masmédia pojmenovávají sociální problémy pro své masové publikum. Mohou tak zvyšovat citlivost a zaměřovat pozornost lidí na určitý okruh problémů. Současně však vyvolávají zkreslující představu o jejich rozsahu nebo obavy u masového publika. 

V tomto procesu lze rozlišit následující fáze:
1. popis sociální události nebo situace
2. interpretace události masmédii
3. média ilustrují příběh jako rozsáhlý sociální problém
4. ve veřejnosti se ustalují stereotypy vnímání podobných událostí
5. vzniká panika a pocity úzkosti
6. roste veřejná poptávka po politických opatřeních řešících daný problém

### Role veřejného mínění
Formování veřejného zájmu o sociální problémy prochází následujícími fázemi:
1. určitá sociální skutečnost není společností chápána jako sociální problém
2. dochází k alarmování a větší zapojenosti veřejnosti do sociálního problému
3. začíná být vnímán pokrok při řešení daného problému
4. veřejnost postupně ztrácí zájem o daný problém
5. pozornost veřejnosti se přesouvá k jinému problému